# ドリー・パートンチャレンジ

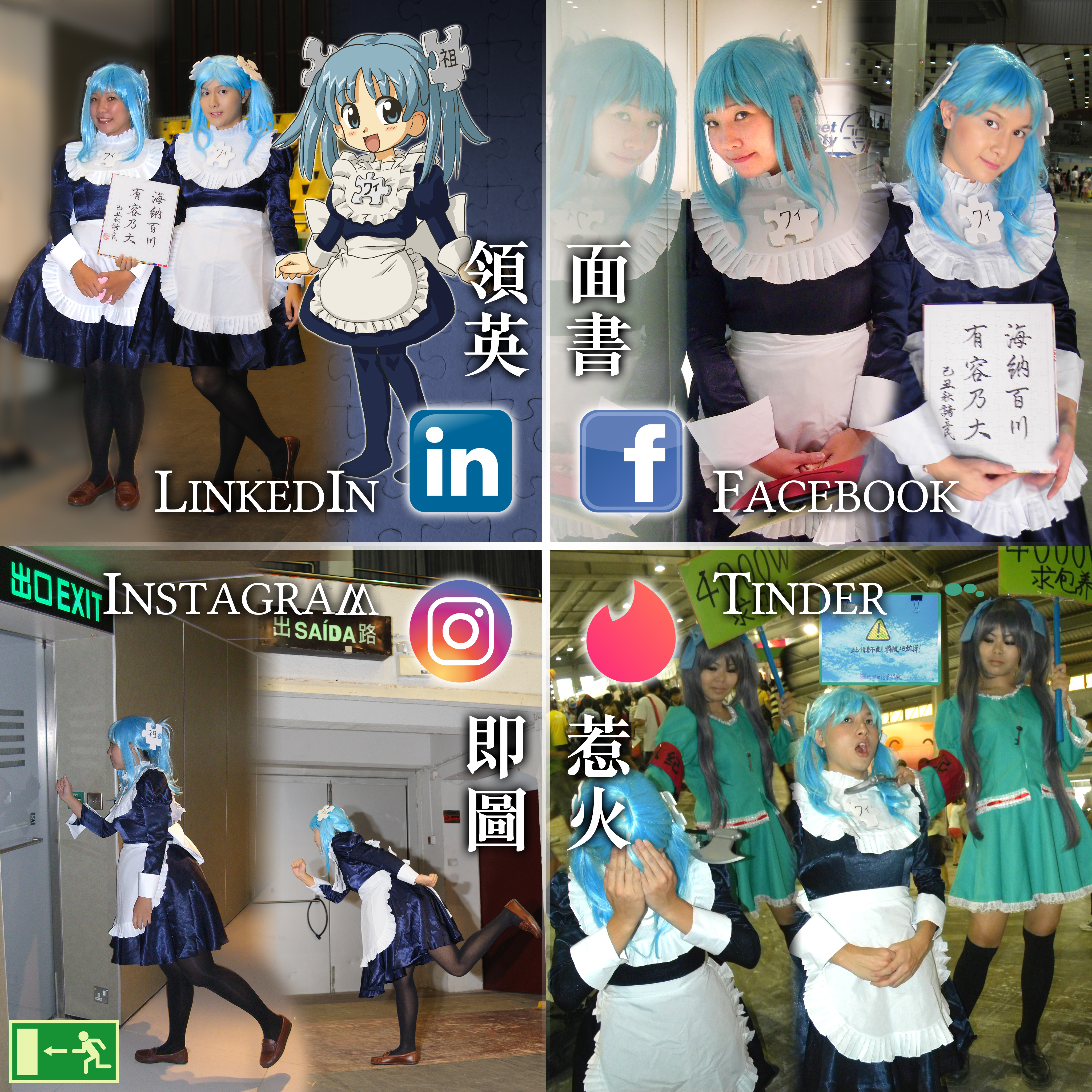
ウィキペディアのアニメ風マスコットウィキペたんの衣装を着たコスプレイヤー と 緑バ・花季護航の萌え擬人化グリーンダムたん (グリーンダム娘／緑bar娘／緑バ娘) の衣装を着たコスプレイヤー、「ドリー・パートン・チャレンジ」のポスター形式

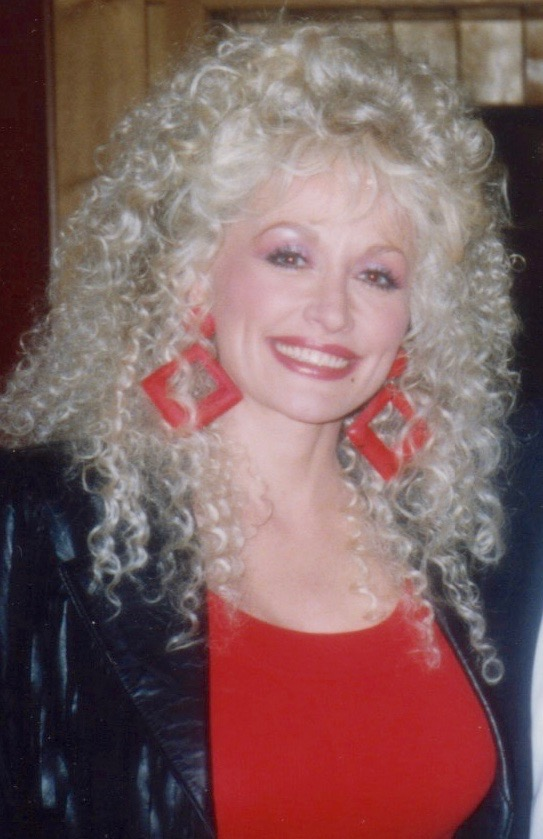

ドリー・パートンチャレンジ (Dolly Parton Challenge) は、ソーシャルメディアの利用者がそれぞれLinkedIn、Facebook、InstagramとTinderに上げる写真を四つに分割して上げるインターネットチャレンジ。